# Syam
Syam é uma comuna francesa na região administrativa de Borgonha-Franco-Condado, no departamento de Jura. Estende-se por uma área de 6,9 km². Em 2010 a comuna tinha 197 habitantes (densidade: 28,6 hab./km²).